# 宇部フロンティア大学短期大学部
宇部フロンティア大学短期大学部（うべふろんてぃあだいがくたんきだいがくぶ、英語: Ube Frontier University Junior College）は、山口県宇部市文京台2-1-1に本部を置く日本の私立大学。1903年創立、1960年大学設置。大学の略称は宇部短（うべたん）。

## 概観

### 大学全体
- 宇部フロンティア大学短期大学部は、山口県宇部市内にある日本の私立短期大学。学校法人香川学園により1960年に香川学園短期大学のち宇部短期大学として設置された。最大5学科8専攻とかなりの規模を誇っていたが、宇部フロンティア大学への改組が進み、現在2学科体制に規模縮小されている。

### 教育および研究
- 宇部フロンティア大学短期大学部における教育
  - 保育学科：「最新の保育」に対応。在宅保育や児童館についての学習などを入れたカリキュラムで保育士や幼稚園教諭だけでなく、ベビーシッターや児童厚生員の資格取得も可。「子どものいるキャンパス」として、付属幼稚園や学童保育室がキャンパスにあって日常的に子どもとふれあう環境を実現している。
  - 食物栄養学科：「調理実習」・「公衆栄養学」・「栄養指導実習」など栄養士として必要な科目が開講されている。

### 学風および特色
- 宇部フロンティア大学短期大学部は、大学に併設された短大となっているが、短大独自のキャンパスや付属機関がある。
- かつては、女子短大のイメージが強かったが、開学当初から男女共学であった。

## 沿革
- 1903年 香川裁縫塾が創設される。
- 1917年 香川実科女学校に改組。
- 1926年 香川実科高等女学校に改組。
- 1936年 山口県香川高等女学校に改組。
- 1960年 香川学園短期大学（かがわがくえんたんきだいがく）として開学。家政科を置く[1]。新造節三が学長に就任[2]。
- 1960年11月1日 宇部短期大学に改称。
- 1965年 学科新設が行なわれる。
  - 保育科[3]
  - 工業計数科[4]
- 1966年 男子学生が入学する[5]
- 1967年 学科新設が行なわれる。
  - 文科
    - 国文専攻
    - 英文専攻

  - 家政科を専攻分離。
    - 家政専攻
    - 食物栄養専攻
- 1969年 学科名の改称が行なわれる。
  - 文科→文学科
  - 家政科→家政学科
  - 保育科→幼児教育学科
  - 工業計数科→工業計数学科
- 同年、専攻科を設置。
  - 国語国文学専攻
  - 英語英文学専攻
  - 家政学専攻
  - 食物栄養学専攻
  - 幼児教育学専攻
  - 情報計数学専攻
  - 環境衛生学専攻
- 1975年 環境衛生学科が新設される。
- 同年、以下の学科・専攻の改称が行なわれる。
  - 家政科→家政学科
    - 家政学専攻
    - 食物栄養学専攻

  - 文科→文学科
    - 国文専攻→国語国文学専攻
    - 英文専攻
    - 工業計数科→工業計数学科

  - 保育科→幼児教育学科
- 1976年10月 松井魁が新たに学長に就任。
- 1977年 環境科学研究所を設置。
- 1980年 工業計数学科を情報計数学科に改称。
- 1988年4月 野村男次が新たに学長に就任。
- 1989年 家政学科に生活福祉学専攻を設置する。
  - 専攻科に保育福祉学専攻を設置。
- 1995年10月 武下浩が新たに学長に就任。
- 1998年 学科の改組が行なわれる。
  - 文学科→言語文化学科に改組される
  - 情報計数学科→情報システム学科
- 2000年 健康福祉学科を置く。それに伴い以下の学科・専攻を改組。
  - 家政学科食物栄養学専攻→食物栄養学科
  - 健康福祉学専攻：新設
  - 生活福祉学専攻：家政学科からの移行。
- 2004年 宇部フロンティア大学短期大学部 と改称。健康福祉学科生活福祉学専攻を生活福祉学科に改組。
- 2006年 山田通夫が新たに学長就任。

### 所在地
- 本部キャンパス（山口県宇部市文京台2-1-1）

### 交通アクセス
- JR宇部線宇部駅または宇部新川駅よりバスを利用するのが最も便利。「香川学園前」バス停留所で下車する 。
- JR宇部線岩鼻駅または居能駅より徒歩を利用することもできるが、15分程度かかる。

## 教育および研究

### 組織

#### 学科
- 保育学科
- 食物栄養学科

##### 学科の変遷
- 家政科→家政学科→健康福祉学科（現存せず）
  - 家政専攻→家政学専攻（募集は1999年度まで）
  - 食物栄養専攻→食物栄養学専攻→食物栄養学科
  - 生活福祉学専攻（2000年度より健康福祉学科に改組）→生活福祉学科（2006年度まで募集。翌年度より宇部フロンティア大学に譲渡）
  - 健康福祉学専攻（募集は2003年度まで）
- 保育科→幼児教育学科→保育学科
- 工業計数科→工業計数学科→情報計数学科
- 文科→文学科→言語文化学科（1998〜2001年度まで募集）
  - 国文専攻→国語国文学専攻（1997年度まで募集）
  - 英文専攻→英語英文学専攻（1997年度まで募集）
- 環境衛生学科（募集は2001年度まで）

#### 専攻科
- 以下の専攻課程が設けられていた。
  - 国語国文学専攻
  - 英語英文学専攻
  - 家政学専攻
  - 食物栄養学専攻
  - 幼児教育学専攻
  - 情報計数学専攻
  - 環境衛生学専攻
  - 保育福祉学専攻

#### 別科
- 留学生別科（2007年募集停止）

##### 取得資格について
資格
- 保育士：保育学科
- 認定ベビーシッター：保育学科
- 児童厚生指導員：保育学科
- 障害者スポーツ指導員：保育学科
- レクリエーション・インストラクター：保育学科
- 栄養士：食物栄養学科
- 介護福祉士：過去にあった生活福祉学科（家政学科生活福祉学科専攻、健康福祉学科生活福祉学科専攻含む）にて設置されていた。
- 司書教諭：過去にあった文学科にて設置されていた。
- 司書：過去にあった文学科（言語文化学科）にて設置されていた。

受験資格
- 食品衛生管理者：環境衛生学科にて設置されていた。

教職課程
- 幼稚園教諭二種免許状：保育学科
- 宇部短期大学だった時分、中学校教諭二種免許状の課程も設けられていた。教科目は以下の通り。
  - 国語：文学科国語国文学専攻
  - 英語：文学科英語英文学専攻
  - 数学：情報計数学科
  - 家庭：家政学科家政学専攻
  - 保健：環境衛生学科

#### 附属機関
- 宇部フロンティア大学短期大学部 図書館
- 宇部フロンティア大学短期大学部 学生支援センター
- 宇部フロンティア大学 生涯学習センター
- 宇部フロンティア大学 国際交流センター

### 研究
- 宇部フロンティア大学短期大学部研究紀要「人間生活科学研究」が発行されている。

## 学生生活

### 部活動・クラブ活動・サークル活動
- 宇部フロンティア大学短期大学部のクラブ活動（宇部短期大学より活動していた団体を含む）
  - 体育系：バレーボール・バスケットボール・テニス・バドミントン・剣道・ 卓球・陸上・ワンダーフォーゲル・サッカーほか
  - 文化系：食生活、環境科学、絵画・デザイン、書道、茶道、写真、ユースホステル、箏曲、文芸、軽音楽、「演劇・ミュージカル」、児童文化、ブラスアンサンブル、ボランティアほか

### 学園祭
- 宇部フロンティア大学短期大学部の学園祭は「藤香祭」と呼ばれている。これまで、以下のタレントやグループが訪問している。
  - 2006年 第47回 佐藤隆太
  - 2005年 第46回 ジャパハリネット
  - 2004年 第45回 アンガールズ
  - 2003年 第44回 CHARCOAL FILTER
  - 2002年 第43回 ア・カッペラーズ
  - 2001年 第42回 うたいびとはね
  - 2000年 第41回 藤木直人
  - 1999年 第40回 19
  - 1998年 第39回 金谷ヒデユキ
  - 1996年 第37回 豊原功輔
  - 1995年 第36回 大浦龍宇一
  - 1994年 第35回 たかもく
  - 1992年 第33回 コルベッツ
  - 1991年 第32回 陣内大蔵
  - 1990年 第31回 レピッシュ
  - 1989年 第30回 宮原学が来訪することになっていたが、諸事情により中止された。
  - 1988年 第29回 清水宏次朗
  - 1987年 第28回 山本達彦
  - 1986年 第27回 杉山清貴
  - 1985年 第26回 所ジョージ
  - 1983年 第24回 HOUND DOG
  - 1982年 第23回 雅夢
  - 1981年 第22回 N・S・P
  - 1980年 第21回 河島英五
  - 1979年 第20回 浜田省吾
  - 1978年 第19回 杉田次郎

### スポーツ
- バレーボール部が強く、宇部短期大学時代の1973年に「全国私立短期大学体育大会」で第3位、1999年度では県大会準優勝、ブロック別では全国でベスト8の成績を残している。また、1982年の「全国私立短期大学体育大会」では、軟式庭球部が第3位の成績を残している。
- 剣道部が全国大会出場の経験がある。

## 大学関係者と組織

### 大学関係者組織
- 宇部フロンティア大学短期大学部同窓会組織がある。これには、旧来の宇部短期大学を含んでいる。

### 大学関係者一覧

#### 大学関係者
- 新造節三：初代学長
- 松井魁
- 野村男次
- 栗屋和彦[6]
- 武下浩
- 山田通夫
- 西村洋子
- 相原次男：現学長

## 施設

### キャンパス
- 短期大学部独自のキャンパスがある。

### 学生寮
- 男-知心療
- 女-洗心寮

## 対外関係

### 他大学との協定
- オーストラリアのニューカッスル大学との交流が行われていた。

### 系列校
- 宇部フロンティア大学
- 宇部フロンティア大学付属中学校・香川高等学校
- 宇部フロンティア大学付属幼稚園

## 卒業後の進路について

### 就職について
- 家政学科
  - 家政学専攻
  - 食物栄養学専攻&食物栄養学科:在学中に取得した資格を活かした職としては、シダックス・日清医療食品・前田海産ほか一般企業や各種医療機関や社会福祉施設、幼稚園・保育園など多岐にわたる。
  - 生活福祉学専攻&生活福祉学科：在学中に取得した資格を活かして各種特別養護老人ホームや老人保健施設などの介護職に就いている人が多い傾向にある。
- 保育学科：資格や免許を活かして保育園や幼稚園に就職している人が多い傾向にある。
- 文学科国語国文学専攻・英語英文学専攻（言語文化学科含む）：宇部興産・セントラル硝子・トクヤマ・山口日本電気・山口合同ガス・西華産業・日本電気・ジェイティービー・サンデン交通・全日空ホテルズ・国際ホテル宇部・中央出版・あいおい損害保険・山口銀行・西京銀行・広島銀行・もみじ銀行・テレビ山口・ウベニチ新聞社・防長新聞など一般企業ほか宇部市立図書館・小郡町立図書館・宇部市役所など官公庁に勤めている人もいる。
- 情報システム学科：システムイン山口・ヤマエ久野・丸喜食品・西中国信用金庫・和光証券・和光産業・宇部建設コンサルタント・西日本住宅企業など一般企業や光市役所ほか官公庁、各種医療機関への就職者もいる。
- 環境衛生学科：宇部アンモニア工業・三新化学工業・中国電化工業・西部ガスなど環境分析技術職に就く人、林兼産業・大津屋・日本果実工業・日本フーズデリカ・プライムデリカ・ビバックス・マルハマ食品など食品衛生技術職に就く人ほか三井化学・富士通など一般事務職に就く人もみられる。
- 健康福祉学科健康福祉学専攻
- 家政学科
  - 家政学専攻
  - 食物栄養学専攻&食物栄養学科:在学中に取得した資格を活かした職としては、シダックス・日清医療食品・前田海産ほか一般企業や各種医療機関や社会福祉施設、幼稚園・保育園など多岐にわたる。
  - 生活福祉学専攻&生活福祉学科：在学中に取得した資格を活かして各種特別養護老人ホームや老人保健施設などの介護職に就いている人が多い傾向にある。
- 保育学科：資格や免許を活かして保育園や幼稚園に就職している人が多い傾向にある。
- 文学科国語国文学専攻・英語英文学専攻（言語文化学科含む）：宇部興産・セントラル硝子・トクヤマ・山口日本電気・山口合同ガス・西華産業・日本電気・ジェイティービー・サンデン交通・全日空ホテルズ・国際ホテル宇部・中央出版・あいおい損害保険・山口銀行・西京銀行・広島銀行・もみじ銀行・テレビ山口・ウベニチ新聞社・防長新聞など一般企業ほか宇部市立図書館・小郡町立図書館・宇部市役所など官公庁に勤めている人もいる。
- 情報システム学科：システムイン山口・ヤマエ久野・丸喜食品・西中国信用金庫・和光証券・和光産業・宇部建設コンサルタント・西日本住宅企業など一般企業や光市役所ほか官公庁、各種医療機関への就職者もいる。
- 環境衛生学科：宇部アンモニア工業・三新化学工業・中国電化工業・西部ガスなど環境分析技術職に就く人、林兼産業・大津屋・日本果実工業・日本フーズデリカ・プライムデリカ・ビバックス・マルハマ食品など食品衛生技術職に就く人ほか三井化学・富士通など一般事務職に就く人もみられる。
- 健康福祉学科健康福祉学専攻

### 編入学・進学実績
系列の宇部フロンティア大学以外では以下の実績が挙げられる。
- 家政学科
  - 家政学専攻：吉備国際大学ほか
  - 食物栄養学専攻&食物栄養学科：山口県立大学・佐賀短期大学専攻科ほか
  - 生活福祉学専攻&生活福祉学科：桃山学院大学ほか
- 保育学科：日本福祉大学・聖和大学・徳島文理大学・宇部短期大学専攻科ほか
- 文学科国語国文学専攻・英語英文学専攻（言語文化学科含む）：九州産業大学ほか
- 情報システム学科：山口大学ほか
- 環境衛生学科：茨城大学・新潟大学・鳥取大学ほか
- 健康福祉学科健康福祉学専攻：

## 関連書物
- 『宇部短期大学30年の歩み』（宇部短期大学発行。1990年）